# Comunidade quilombola de São Miguel Arcanjo de Nova Laudiceia
São Miguel Arcanjo de Nova Laudiceia (ou Quilombo Nova Laudiceia) é uma comunidade remanescente de quilombo, população tradicional brasileira, localizada no município brasileiro de Irituia, no Pará. A comunidade de São Miguel Arcanjo de Nova Laudiceia é formada por uma população de 305 famílias, num total de 1.012 pessoas, distribuídas em uma área de 4334,5838 hectares. O território foi certificado como remanescente de quilombo (reminiscências históricas de antigos quilombos) em 2007, pela Fundação Cultural Palmares (Processo FCP n° 01420.000119/2007-89 e Certificado pela Portaria FCP n° 23/2007).
Esta comunidade teve o Relatório Técnico de Identificação e Delimitação publicado em 2018(etapa da regularização fundiária), mas ainda está com a situação fundiária em análise (não titulada) no INCRA.

## Tombamento
O tombamento de quilombos é previsto pela Constituição Brasileira de 1988, bastando a certificação pela Fundação Cultural Palmares:
Art. 216. Constituem patrimônio cultural brasileiro os bens de natureza material e imaterial, tomados individualmente ou em conjunto, portadores de referência à identidade, à ação, à memória dos diferentes grupos formadores da sociedade brasileira [...]
§ 5º Ficam tombados todos os documentos e os sítios detentores de reminiscências históricas dos antigos quilombos.
Portanto, a comunidade quilombola de São Miguel Arcanjo de Nova Laudiceia é um patrimônio cultural brasileiro, tendo em vista que recebeu a certificação de ser uma "reminiscência histórica de antigo quilombo" da Fundação Cultural Palmares no ano de 2007.

## Situação territorial
A falta do título da terra (regularização fundiária) cria para as comunidades quilombolas uma dificuldade de desenvolver a agricultura, além dos conflitos com os fazendeiros de suas regiões e a impossibilidade de solicitar políticas sociais e urbanas para melhorias de condições de vida, como infraestrutura urbana de redes de energia, água e esgoto.
Povos Tradicionais ou Comunidades Tradicionais são grupos que possuem uma cultura diferenciada da cultura predominante local, que mantêm um modo de vida intimamente ligado ao meio ambiente natural em que vivem. Através de formas próprias: de organização social, do uso do território e dos recursos naturais (com relação de subsistência), sua reprodução sócio-cultural-religiosa utiliza conhecimentos transmitidos oralmente e na prática cotidiana.